# Nova Brasilândia
Nova Brasilândia este un oraș în Mato Grosso (MT), Brazilia.